# Poustevnický potok
Poustevnický potok je drobný vodní tok v okrese Most, pravostranný přítok Radčického potoka. Pramení v Krušných horách jihovýchodně od vrchu Střelná (868 m n. m.) v údolí východně od města Meziboří. Protéká přes MVE a úpravnu vod Meziboří, Letní kino (Litvínov–Loučky) a dále regulovaným korytem přes aglomeraci města Litvínov až po ústí do Radčického potoka.